# László István (labdarúgó)
László István (Sztálinváros, 1959. október 17. –) labdarúgó, csatár.

## Pályafutása
1978 és 1980 között az Székesfehérvári MÁV Előre labdarúgója volt. Az élvonalban 1979. április 7-én mutatkozott be a Vasas ellen, ahol csapata 4–1-es vereséget szenvedett. 1980 és 1983 között a Diósgyőri VTK csapatában játszott. 1984 elején Tőzsér Gézáért cserébe a Debreceni Kinizsihez került. 1985 nyarán 600 000 ft átigazolási díjért a Bp. Honvéd szerezte meg a játékjogát. Az 1985–86-os idényben a Bp. Honvéd együttesében szerepelt és tagja volt a bajnokcsapatnak. A következő idénytől az Eger játékosa volt, ahol 1991-ig szerepelt. Az élvonalban összesen 126 mérkőzésen szerepelt és 15 gólt szerzett.
1991-ben a megye I-es Maklár edzője lett. 1992-től az Eger SE pályaedzője volt. 1993 nyarától a Felsőtárkány csapatát irányította. 1996-ban a Mezőkövesd edzője lett a megye I-ben. 1999-ben a Felsőtárkány szakosztályvezetője lett. 1999 decemberében az FC Eger vezetőedzőjének nevezték ki. Ezután ismét Mezőkövesden, majd Jászapátiban tevékenykedett. 

## Sikerei, díjai
- Magyar bajnokság
  - bajnok: 1985–86
- Magyar kupa (MNK)
  - döntős: 1981[7]